# Carolina Acosta Hospitaleche
Carolina Ileana Alicia Acosta Hospitaleche (* 1975 in La Plata, Provinz Buenos Aires), manchmal auch als C. I. A. Acosta Hospitaleche zitiert, ist eine argentinische Paläornithologin, die sich vornehmlich mit der fossilen Avifauna Südamerikas sowie der Antarktis und insbesondere mit fossilen Pinguinen befasst.

## Leben
Acosta Hospitaleche studierte ab 1993 Biologie an der Facultad de Ciencias Naturales y Museo de la Universidad Nacional de La Plata (FCNyM-UNLP), wo sie 1999 die Licenciatura in Paläontologie erlangte. 2004 wurde sie unter der Leitung von Alberto Luis Cione und Claudia Tambussi mit der Dissertation Los pingüinos (Aves, Sphenisciformes) fósiles de Patagonia. Sistemática, biogeografía y evolución, eine Studie über die fossilen Pinguine aus Patagonien, zum Ph.D. an der Facultad de Ciencias Naturales y Museo de la Universidad Nacional de La Plata promoviert. 
Acosta Hospitaleche ist vom CONICET geförderte unabhängige Forscherin in der Abteilung für Wirbeltierpaläontologie des La-Plata-Museums (MLP) sowie Dozentin an der Facultad de Ciencias Naturales y Museo de la Universidad Nacional de La Plata.
Von 2009 bis 2010 war Acosta Hospitaleche Vorstandsmitglied und von 2011 bis 2013 Vizesekretärin bei der Asociación Paleontológica Argentina (A.P.A.). Zudem ist sie Mitglied der Society of Avian Paleontology and Evolution (SAPE). 
Acosta Hospitaleche hat in ihren frühen Forschungen das Augenmerk auf die fossilen Pinguine aus Südamerika und der Antarktis gerichtet und verfolgt dieses Arbeitsgebiet bis heute. Zudem untersucht sie auch andere ausgestorbene Vogelarten aus den beiden Kontinenten, wobei die ersten Skelette von känozoischen Riesenvögeln und Pinguinen aus der Antarktis zu Tage gefördert wurden. Ferner widmet sie sich Studien von Vögeln aus dem Miozän und Eozän aus Chile, Peru und Argentinien.
Sie hat an zahlreichen paläontologischen Expeditionen in Argentinien (Chubut) und Chile teilgenommen und leitet seit 2012 jährliche Forschungsexkursionen auf der Seymour-Insel in der Antarktis.
2012 war sie Co-Autorin der Schrift Late Cretaceous/Paleogene West Antarctica Terrestrial Biota and its Intercontinental Affinities von Marcelo Reguero.

## Erstbeschreibungen von Carolina Acosta Hospitaleche
- Cyanoliseus patagonopsis, 2006[1]
- Pygoscelis calderensis, 2006[2]
- Tonniornis mesetaensis, 2006[3]
- Tonniornis minimum, 2006[3]
- Madryornis mirandus, 2007[4]
- Notoleptos giglii, 2016[5]
- Aprosdokitos mikrotero, 2017[6]
- Antarcticavis capelambensis, 2020[7]